# Szczecin
Szczecin ([ˈʂt͡ʂɛt͡ɕin]ⓘ; Duits: Stettin, Nederlands, verouderd: Stettijn) is een stad in Noordwest-Polen en de hoofdstad van het woiwodschap West-Pommeren. Met 404.878 inwoners (eind 2016) is het de zevende stad van Polen.
De stad ligt aan weerszijden van de rivier de Oder, met het centrum op de linkeroever. Hoewel de Oostzee 65 km noordelijker ligt, heeft Szczecin samen met Świnoujście de grootste zeehaven van Polen. Het is een universiteitsstad. Szczecin is de thuisbasis van de voetbalclub Pogoń Szczecin. Szczecin vormt na 1945 een gemengde bevolking van verscheidene Poolse en Oekraïense (Galicische) etnische groepen. Zij ontstond door de verschuiving van de landsgrenzen van Polen die in dat jaar bepaald werden tot de Oder-Neissegrens, de nieuwe westelijke grens van Polen. Ook Stettin kwam toen als Szczecin in Polen te liggen, hoewel de stad grotendeels ten westen van de Oder ligt, en de stadsbevolking werd in haar geheel uitgewezen naar Duits gebleven gebied, zie Verdrijving van Duitsers na de Tweede Wereldoorlog. De Sovjet-Unie was van mening dat een belangrijke havenstad en in dit geval de 'haven van Berlijn' om strategische redenen niet in Duitse handen mocht blijven. Omdat de nieuwe bevolking uit verschillende delen van Polen kwam is er geen sprake van een regionalistisch bewustzijn of een plaatselijk dialect. Om voor elkaar verstaanbaar te zijn, ging de nieuwe bevolking over op Standaard-Pools. 

## Geschiedenis

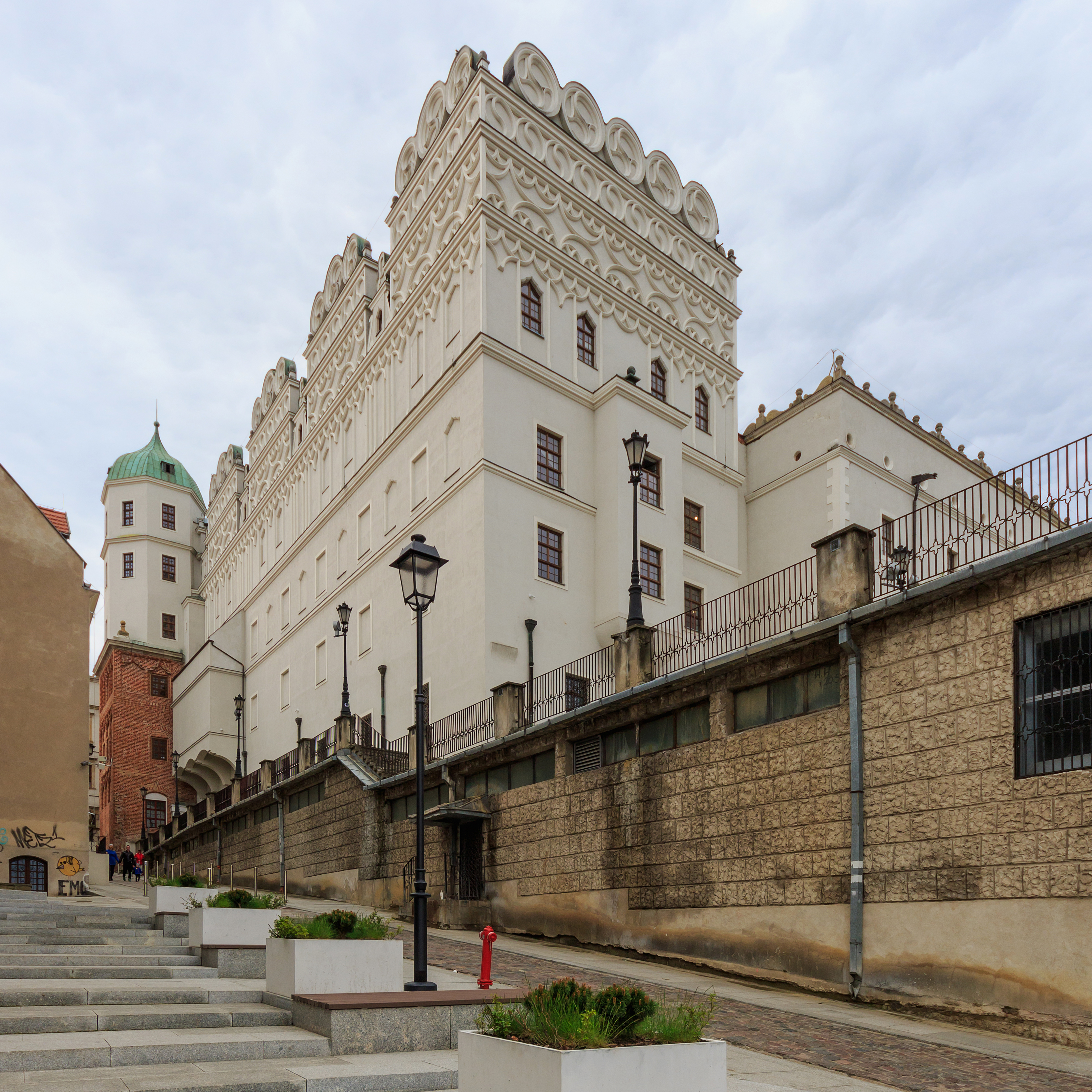
Slot van Stettin

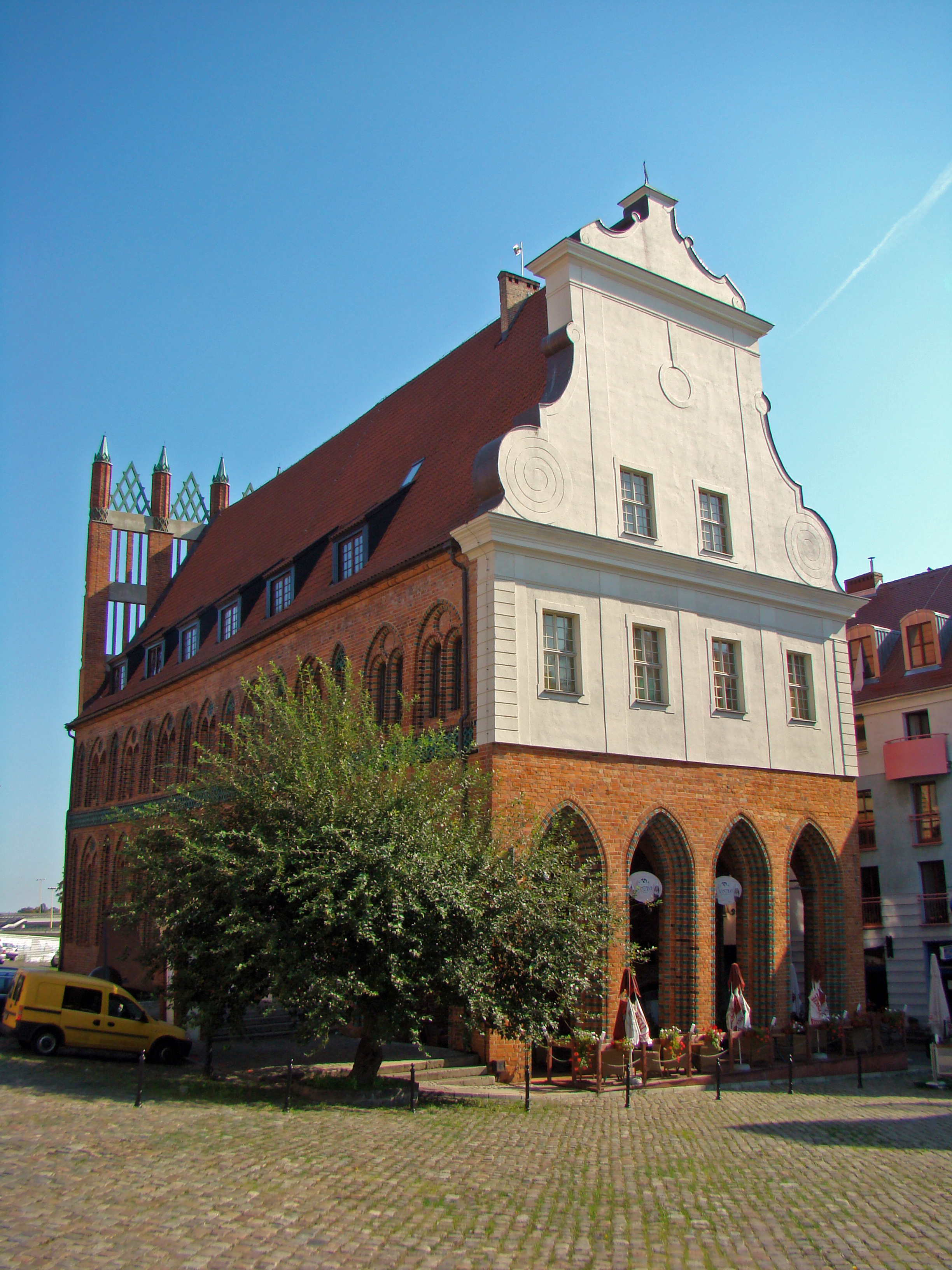
Oud stadhuis

Szczecin is de hoofdstad van het historische Pommeren. In de 5e eeuw voor Chr. was hier al een versterking gesticht voor de handel tussen Scandinavië en Midden-Europa. Een burcht van aarden wallen en houten onderkomens kwam tot stand als een centrum voor de Germaanse stam van de Rugiërs, die haar in de 7e eeuw verliet, waarna de Slavische stam van de Pomoranen haar in de 8e eeuw overnam. Daarna ontwikkelde zich een grote stapelplaats voor de handel, waarin de hertogen van Pommeren (later naar hun geslachtsnaam bekend als Greifen) hun hof stichtten. Wellicht had Stettin toen al 5.000 inwoners. De hertogen voegden zich halverwege de 10e eeuw onder de Poolse koning, maar maakten zich alweer een eeuw later los uit deze afhankelijkheid.
Bisschop Otto van Bamberg werd in het 2e decennium van de 12e eeuw aangezocht de bevolking te kerstenen. Daarbij liet hij de heidense tempels voor de godheid Triglav verwoesten om op hun plaatsen kerken op te richten. Kooplieden uit het Duitse Rijk en Denemarken die hier al langer hun negotie hadden, kregen van de Pommerse hertog het recht om naast de hofstad eigen stadswijken in te richten met verregaand zelfbestuur. De hertogen moesten uiteindelijk een keuze maken tussen Duitse, Deense en Poolse soevereinen. Zij namen in 1181 de Duitse keizer als hun leenheer aan waarmee Pommeren voorgoed een deel werd van het Duitse Rijk (Heilige Roomse Rijk). De Pommerse hertogen evenals die van Mecklenburg stamden weliswaar af van Slavische vorsten maar integreerden zich, mede door huwelijk met telgen uit Duitse vorstengeslachten, in de hoge adel van het Duitse Rijk. Zij stierven uit in de 17de eeuw, waarna het Zweedse koningshuis hun rechten overnam. Hun residentie heeft de verwoestingen van de 2de wereldoorlog doorstaan. 
In 1243 werd Stettin volgens Duits (Maagdenburger) stadsrecht als moderne stad georganiseerd met een stadsraad, gilden, en een eigen rechtspraak. Steeds meer kolonisten uit het Duitse Rijk bevolkten die stad en de Slavische bevolking verdween gaandeweg naar de wijken en dorpen eromheen, voor zover ze niet in de stedelijke burgerij geassimileerd werd. In 1272 trad de stad toe tot de Hanze, waarin ze zich als vishandelsplaats onderscheidde. De bevolking verdubbelde tot 10.000 inwoners in de 15e eeuw. Maar toen had de stad zijn eerste plaats in de rangorde van Oostzeesteden ten oosten van de Oder al moeten afstaan aan Danzig. Het Slavische bevolkingselement was in de stad en de dorpen eromheen inmiddels verdwenen (geassimileerd).
Onder druk van de hertog werd in 1534, op de Pommerse landdag, besloten tot de kerkreformatie. Aan de lutheraan Johannes Bugenhagen werd de organisatie van de lutherse Landeskirche opgedragen. Hij zorgde voor de organisatie van deze kerk met een in het Nederduits gestelde 'Kerckenordeninge', en voor een Nederduitse Bijbelvertaling, omdat het Hoogduits de Pommerse bevolking, die Nederduitse (Platduitse) dialecten sprak, nog vreemd was. Overigens zou op last van de hertog het Hoogduits in de 2de helft van de 16de eeuw de voorgeschreven schrijftaal van kerk, school en openbaar bestuur worden. In de praktijk werd de mondelinge zielzorg nog lang in het Nederduits uitgeoefend, en in een aantal in het uiterste oosten gelegen plattelandsgemeenten (Achter-Pommeren) tot in de 19de eeuw, hoewel afnemend, ook nog in een Pommers-Slavisch dialect. Na 1945 bestaat de lutherse Landeskirche, waartoe 95% van de bevolking behoorde, niet meer en is de nieuwe bevolking in dezelfde mate rooms-katholiek.
In 1572 ging het grootste handelshuis (Loitz) bankroet en nam de stadskassen in zijn val mee. De Dertigjarige Oorlog maakte de neergang compleet met het uitsterven van het hertogelijk geslacht (1637). Stad en wijde omgeving kwamen nu onder soevereiniteit van de Zweedse koning (1648), en verloren hun economische betekenis om weinig meer dan een strategisch-militaire over te houden. Meer dan twee derde van de bevolking van het gedeelte van Pommeren waarin Stettin lag, was inmiddels ten gevolge van deze oorlog omgekomen, vooral door de uitgebroken epidemieën. De stad marginaliseerde tot een regionale haven en vesting, en zou deze positie niet verlaten tot ver in de 19de eeuw.
Na de Grote Noordse Oorlog moest Zweden de stad aan Pruisen afstaan (1721). In oktober 1806 veroverde keizer Napoleon Stettin op de Pruisen, die de stad in 1813 weer op de Fransen heroverden. Met Pruisen werd de provincie Pommeren in 1870 deel van het Duitse Keizerrijk. De stad zou als haven van Berlijn tot de belangrijkste Duitse Oostzeehaven uitgroeien met een strategisch belangrijke industrie. De bevolking groeide van bijna 90.000 in 1880 tot ruim 380.000 in 1940. Na Hamburg en Bremen was Stettin in omvang de derde Duitse zeehaven. Daarom zou ze aan het eind van de Tweede Wereldoorlog een doelwit van luchtbombardementen worden, die van de havens en de oude binnenstad weinig overlieten. De helft van de bebouwing ging verloren.
Duitsland moest in 1945 een vierde deel van zijn grondgebied, namelijk de provincies ten oosten van de Oder en de Neisse aan Polen afstaan. Stettin lag weliswaar ten westen van de Oder, maar om Berlijn zijn zeehaven te ontnemen en Polen de strategische macht over de Odermonding te garanderen, werd na discussie uiteindelijk ook de stad en omgeving ter annexatie aan Polen overgelaten, waarbij Tsjecho-Slowakije er een vrijhaven kreeg. In de Bepalingen van Potsdam was Stettin nog bij de Sovjetzone (latere DDR) gelaten, maar op 5 juli 1945 zetten de Sovjet-bezettingsautoriteiten het pas ingerichte communistische Duitse stadsbestuur af, waarna de Duitse bevolking werd verdreven en vervangen door nieuwe Poolse inwoners. Hoewel de DDR de Oder-Neissegrens zonder voorbehoud erkende, behield zij ten aanzien van Stettin nog lange tijd bedenkingen, die overigens alleen in de interne diplomatie van het Oostblok werden geuit.

## Bestuurlijke indeling

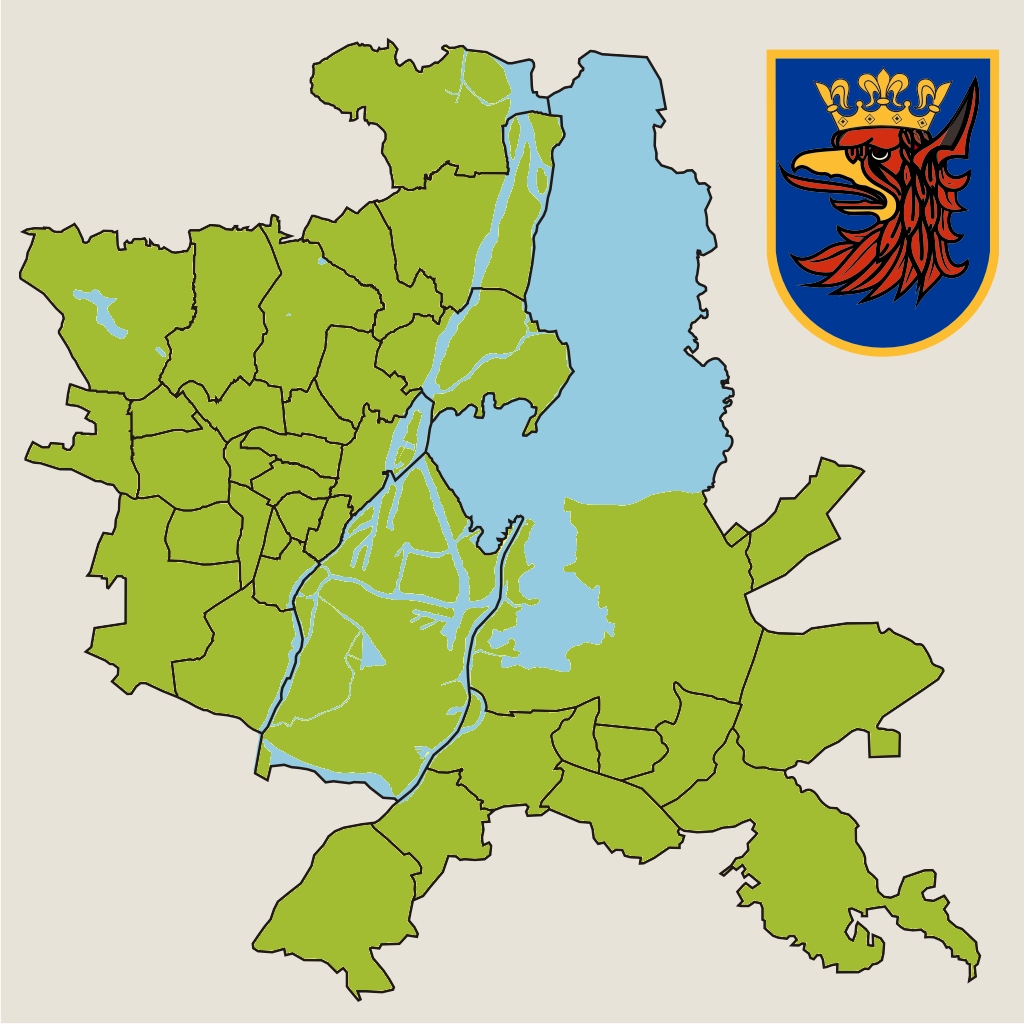
Bestuurlijke indeling

## Bezienswaardigheden
Het vooroorlogse Szczecin is slechts zeer ten dele gerestaureerd.
- De Oderpromenade, tussen 1902 en 1921 aangelegd voor nieuwe regeringsgebouwen en het stadsmuseum door burgemeester Hermann Haken (1878-1907) en daarom Hakenterrasse genoemd, na 1945 omgedoopt in Wały Chrobrego.
- De laat-negentiende-eeuwse als Hohenzollernplatz, in 1945 tot Grunwaldzki-plein omgedoopt. Daarna vernoemd naar de veldslag bij Grunwald waarbij de Poolse koning de Duitse ridderorde versloeg.
- Het slot van de Pommerse Greifendynastie (hersteld vanaf 1958).
- De gotische Jacobskerk, lutherse 'Stadtkirche', na 1945 rooms-katholieke kathedraal (hersteld 1971-1982).
- Het deels gotische stadhuis (13e eeuw, hersteld 1972).
- De Filharmonia Szczecin, een architectuur-bekroonde moderne concertzaal uit 2014.

## Galerij

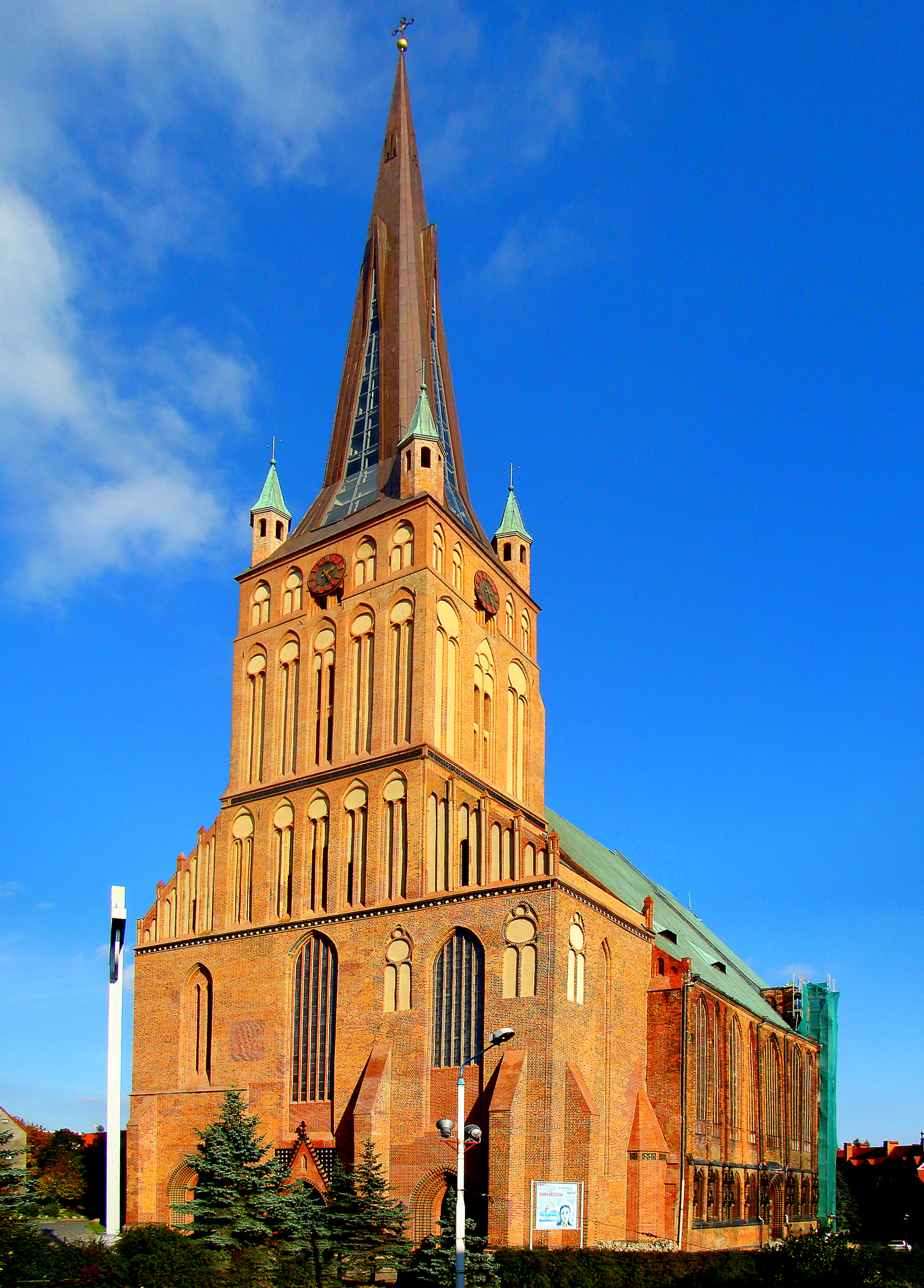
Jacobuskathedraal
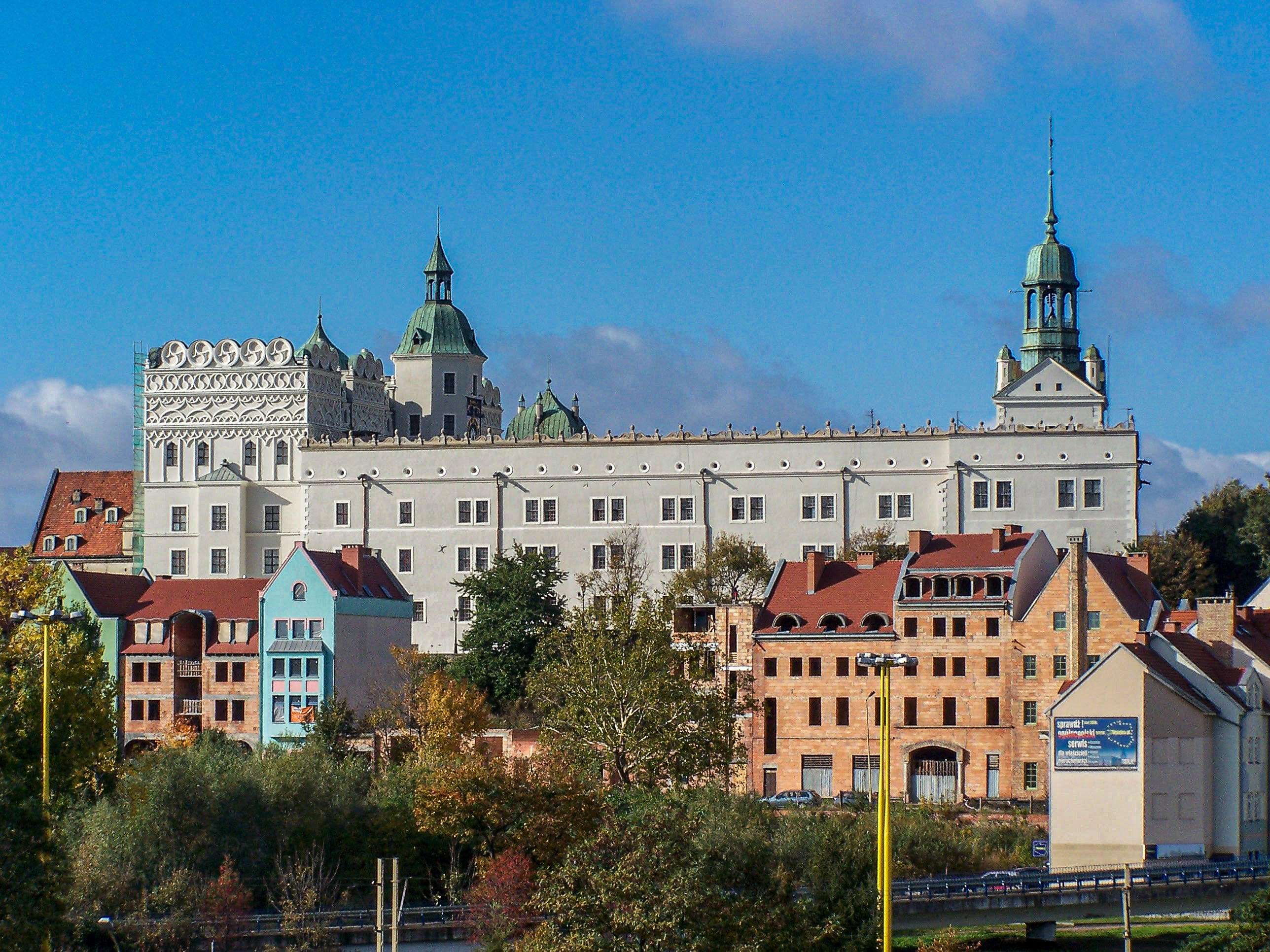
Slot van de Pommerse hertogen
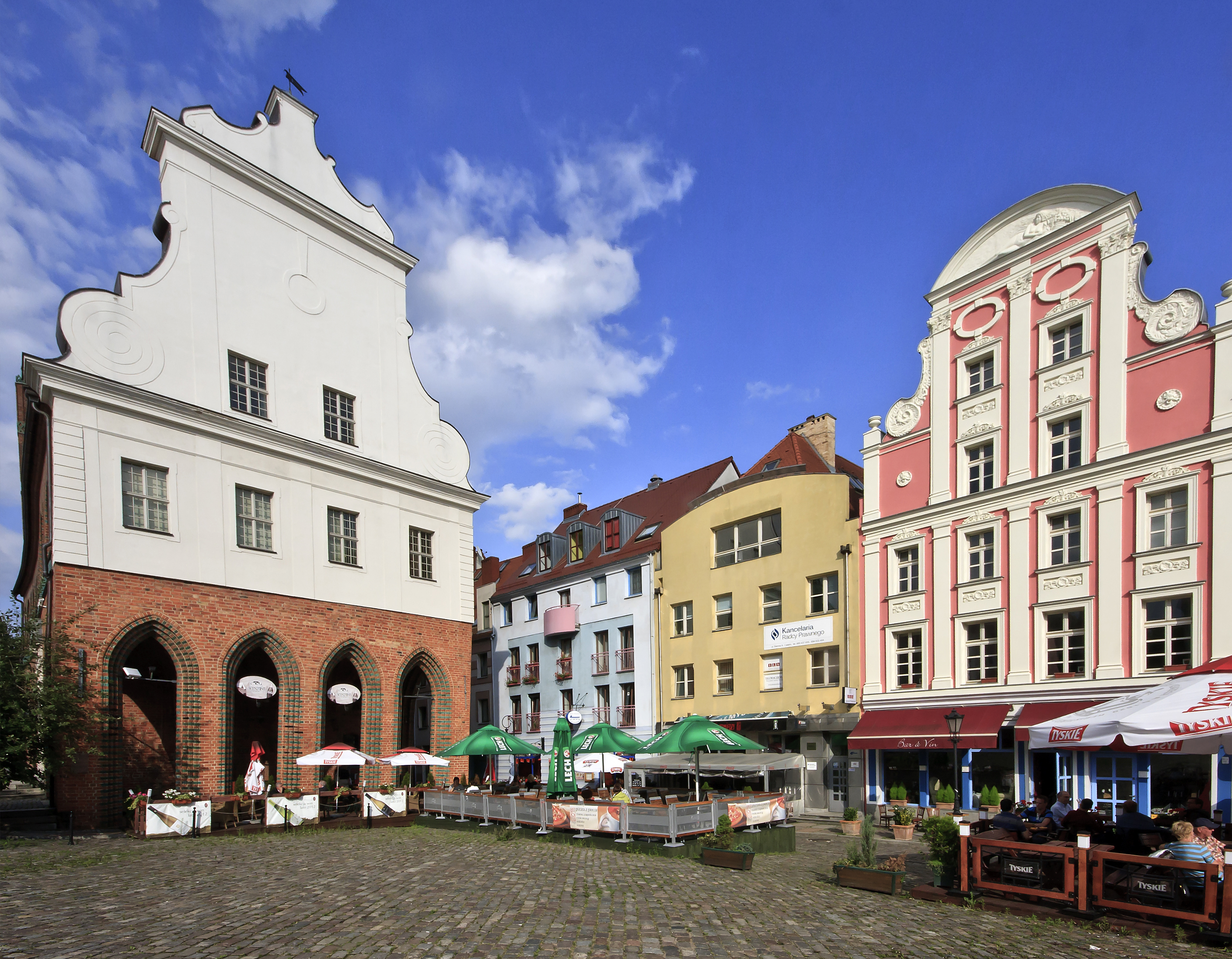
Oude binnenstad
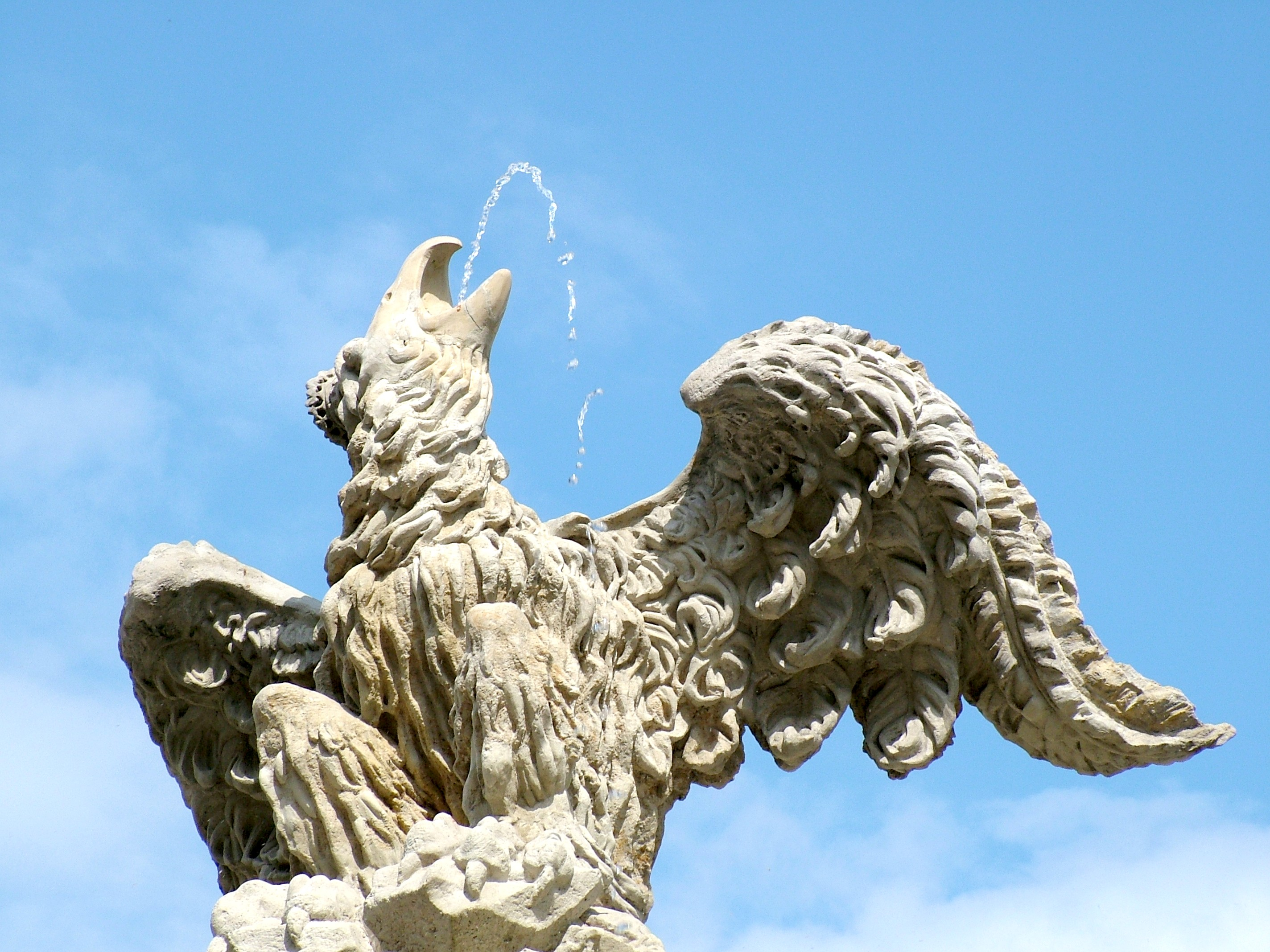
Fontein van het Witte Adelaar
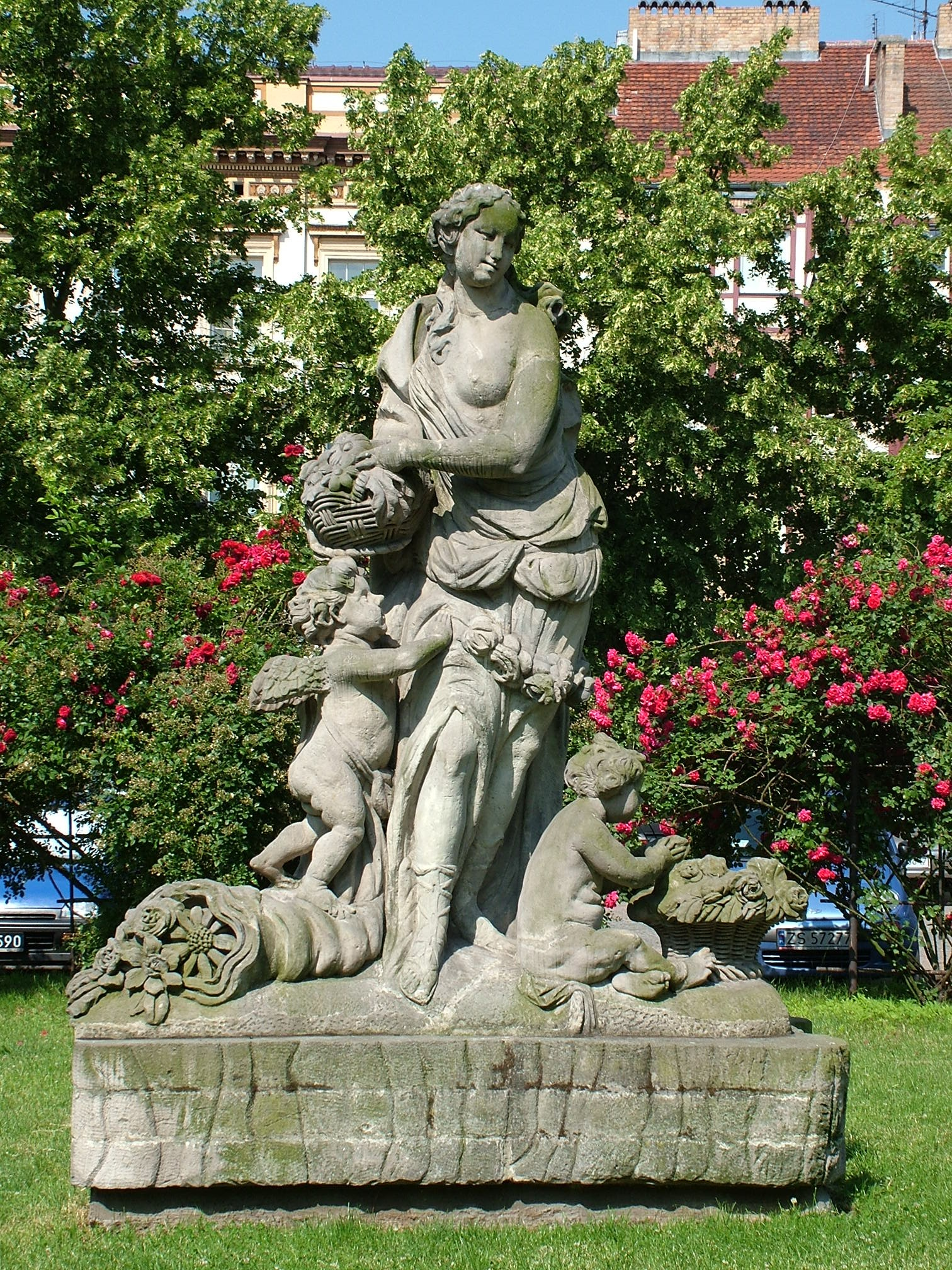
Oude binnenstad. Standbeeld van Flora
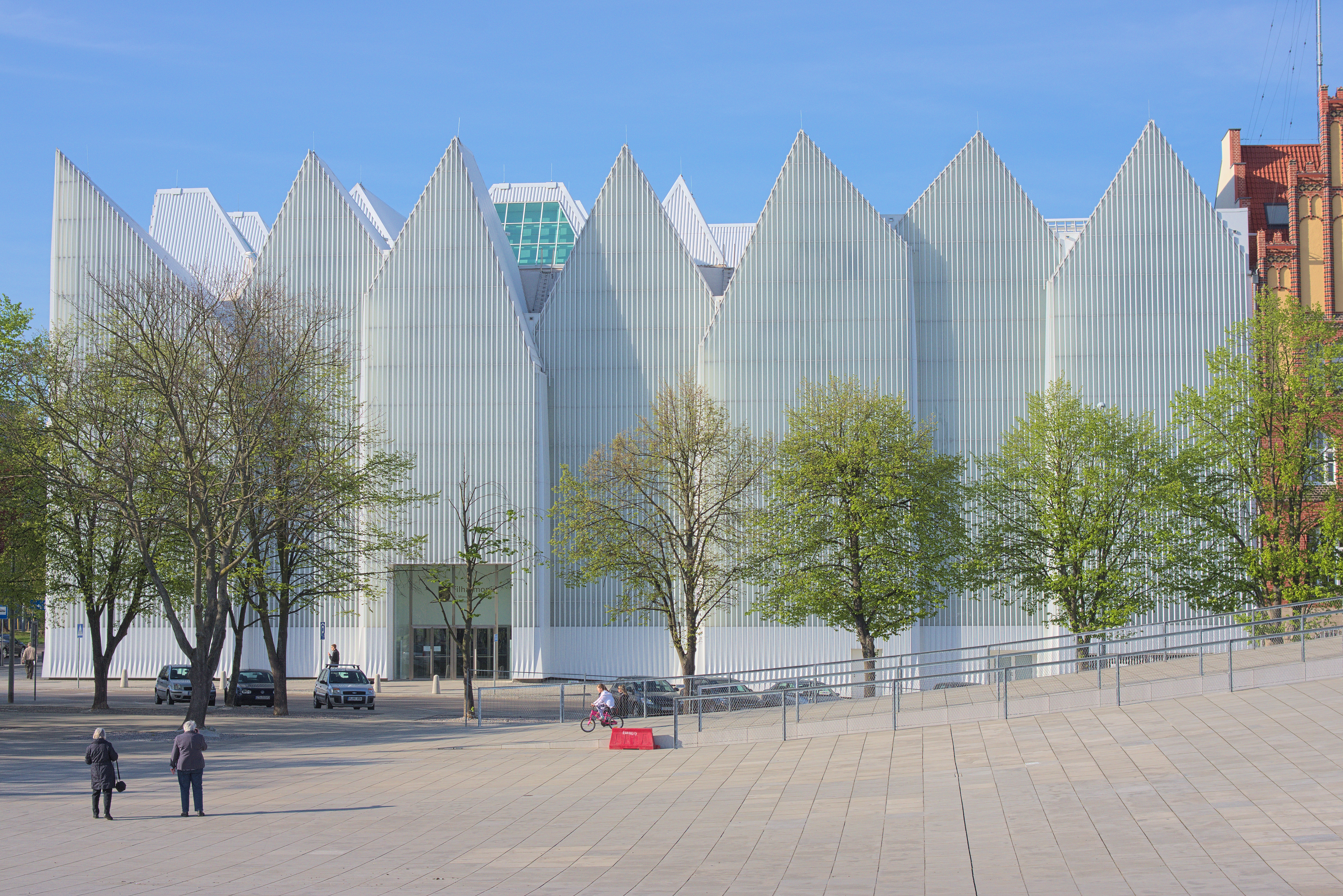
De Filharmonia Szczecin
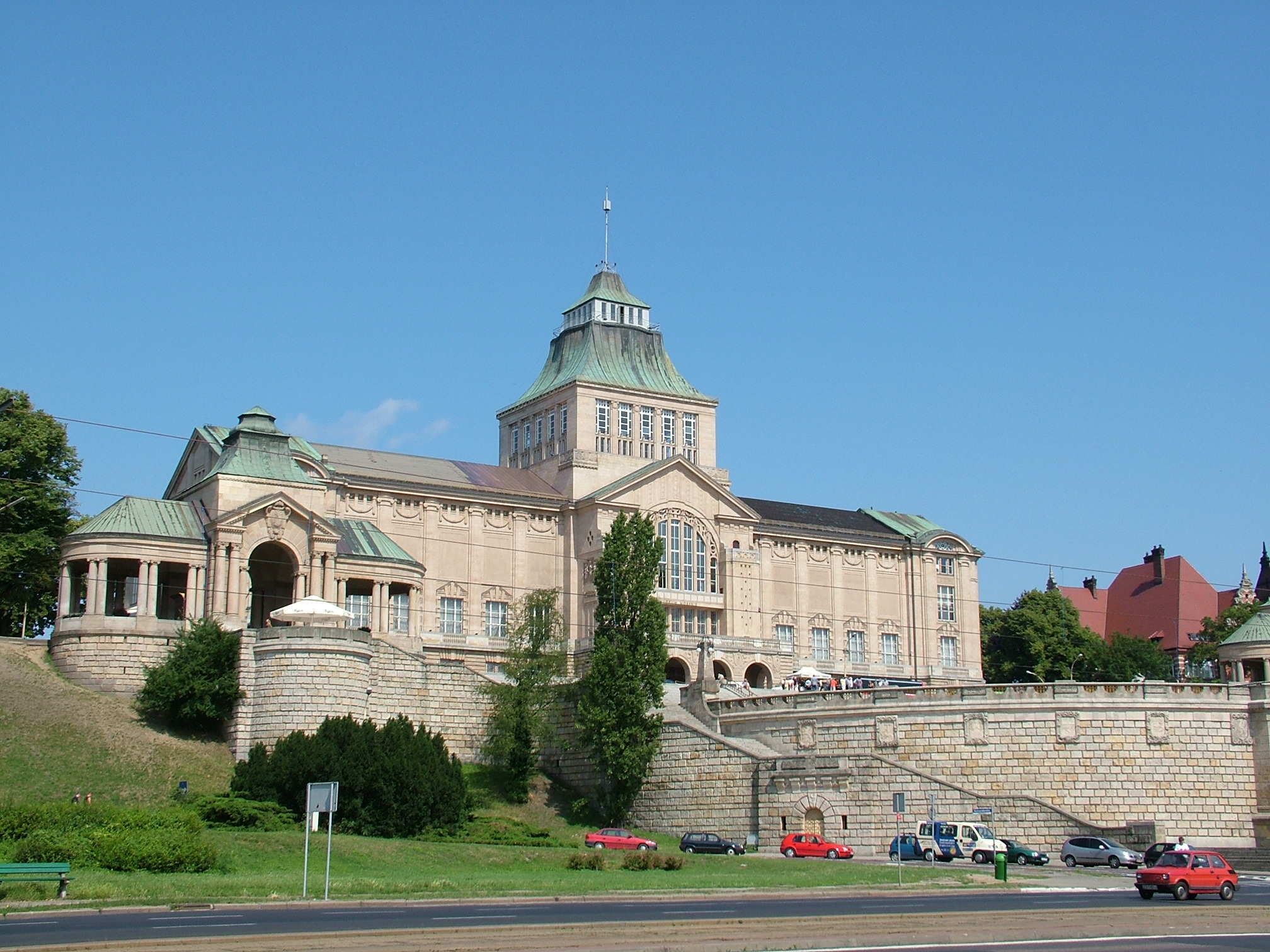
Museum Szczecin
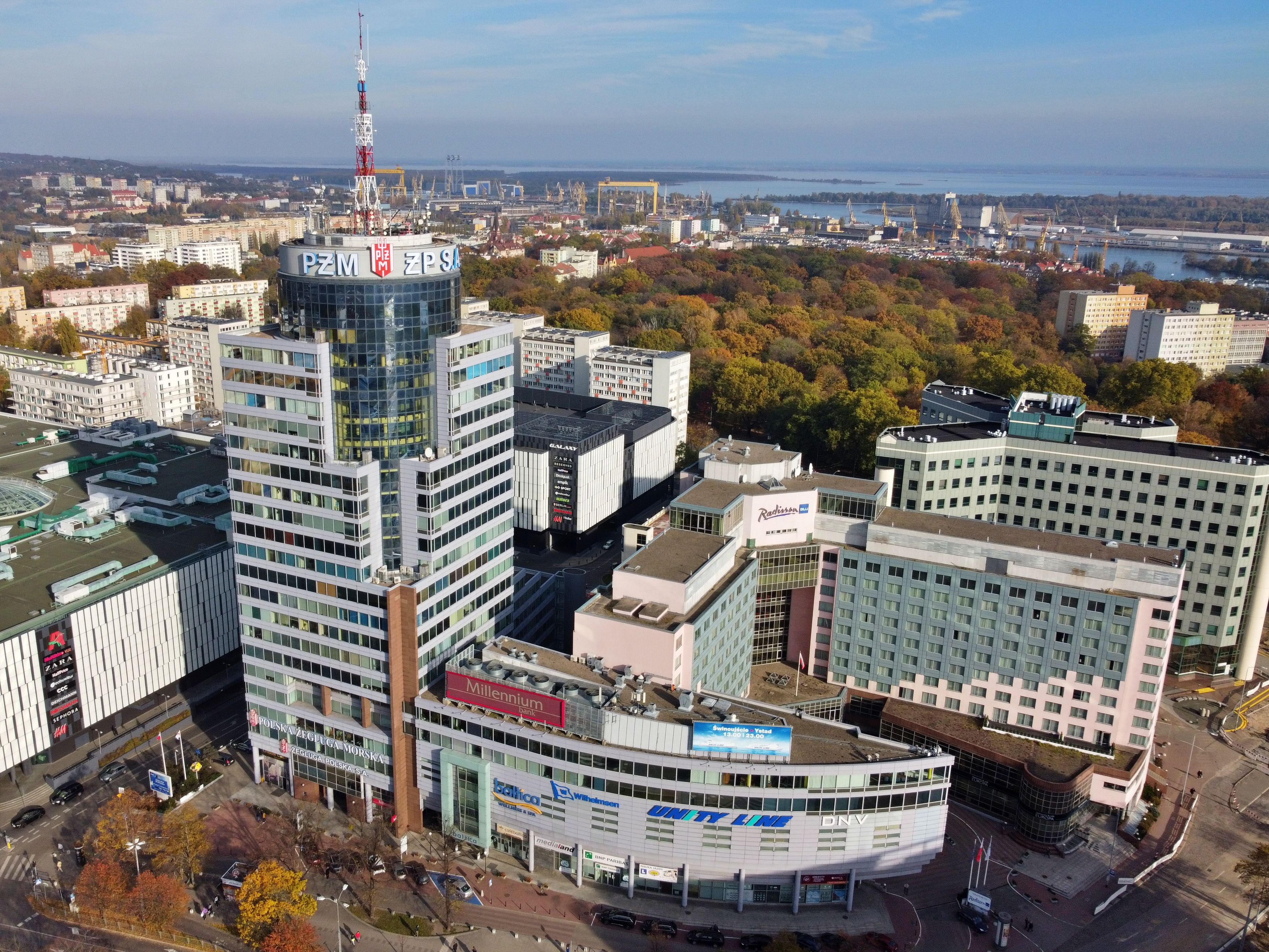
PAZIM-gebouw
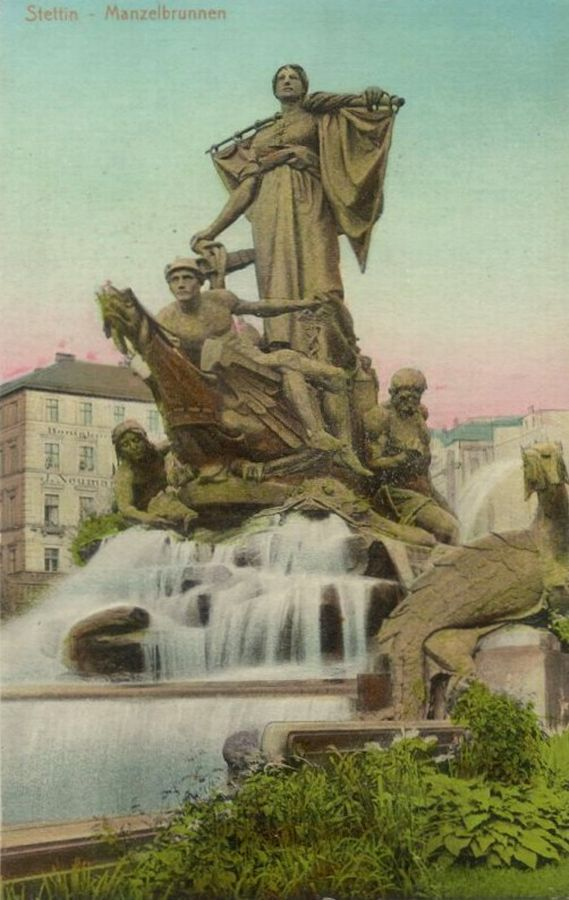
Sedina Monument (1899-1913)
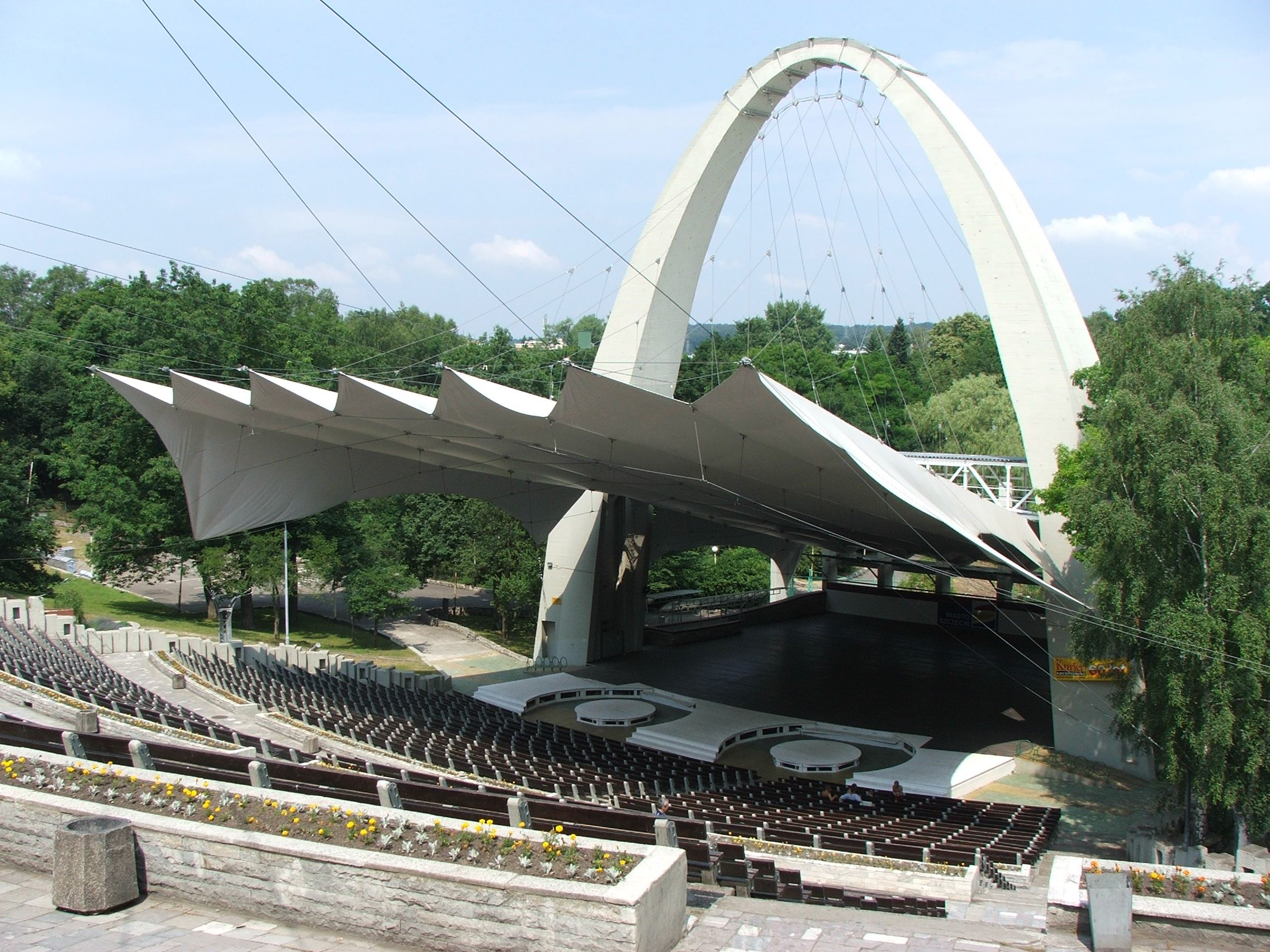
Het Zomertheater
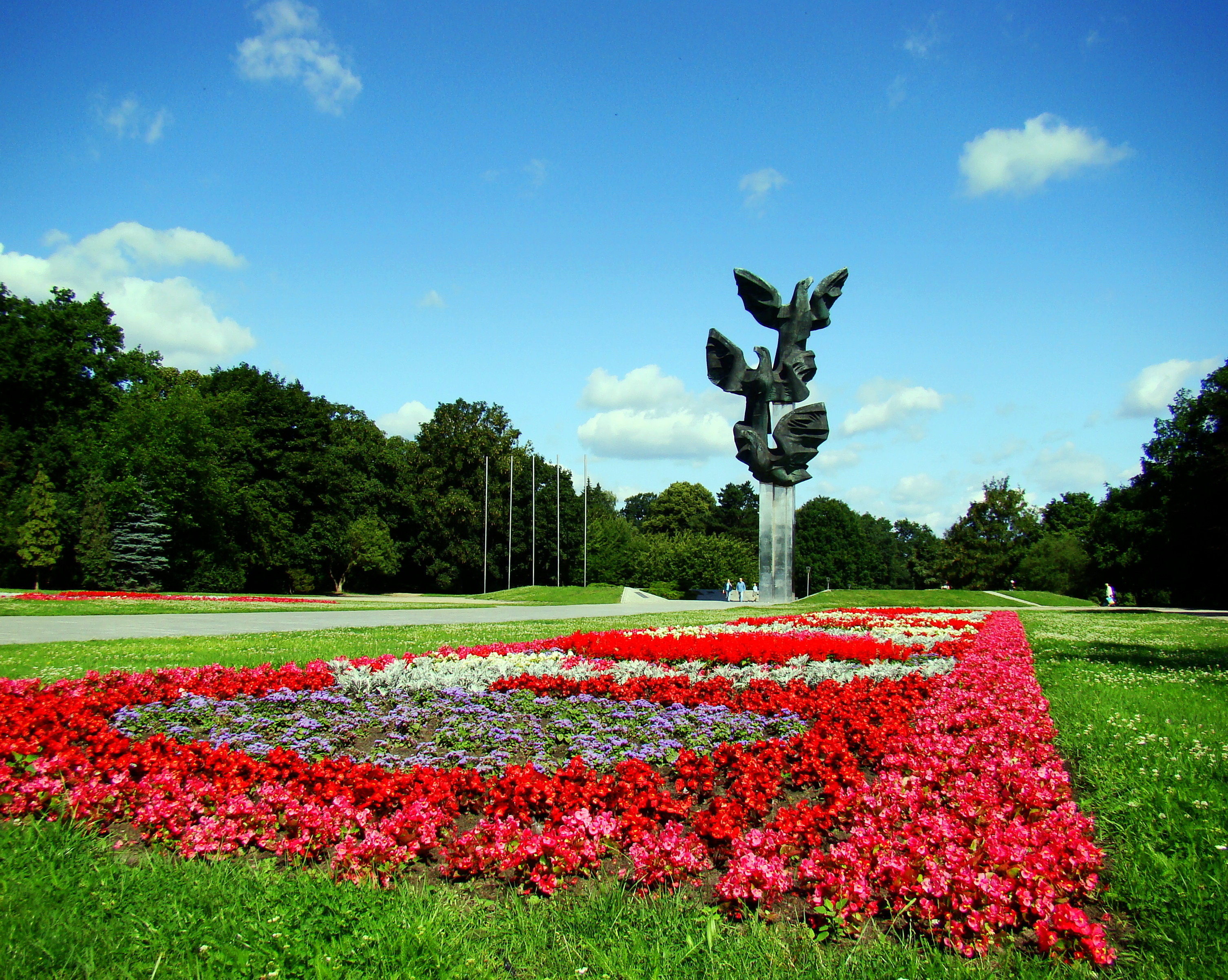
Park Kasprowicz
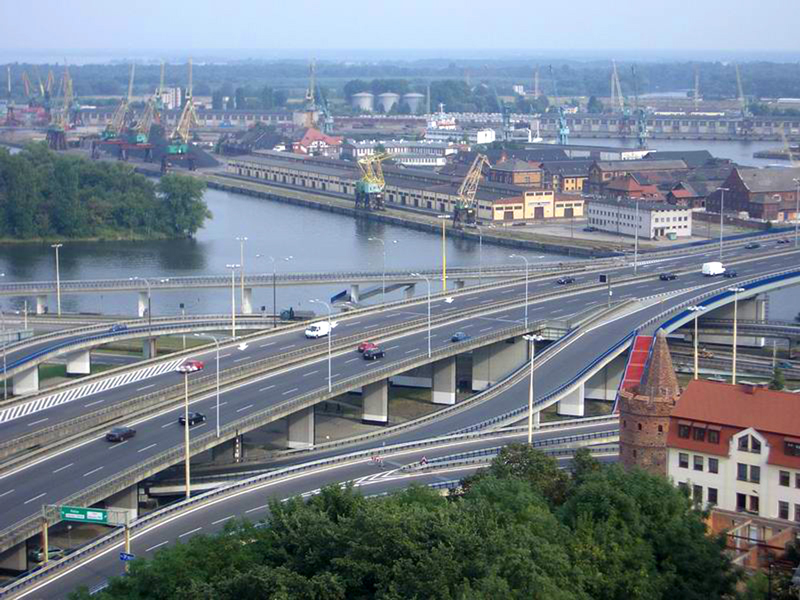
Panorama van haven
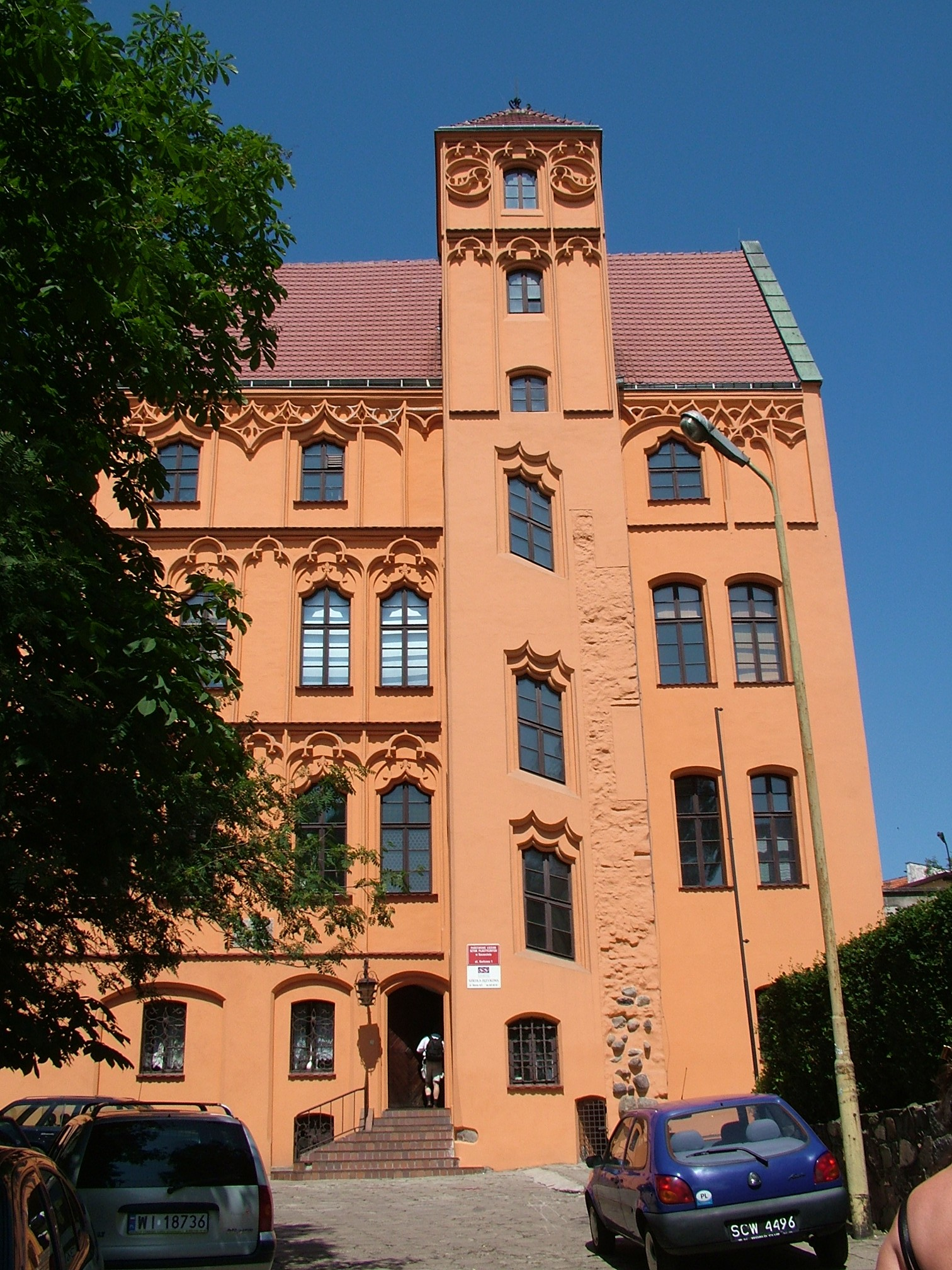
Loitzhaus XVI
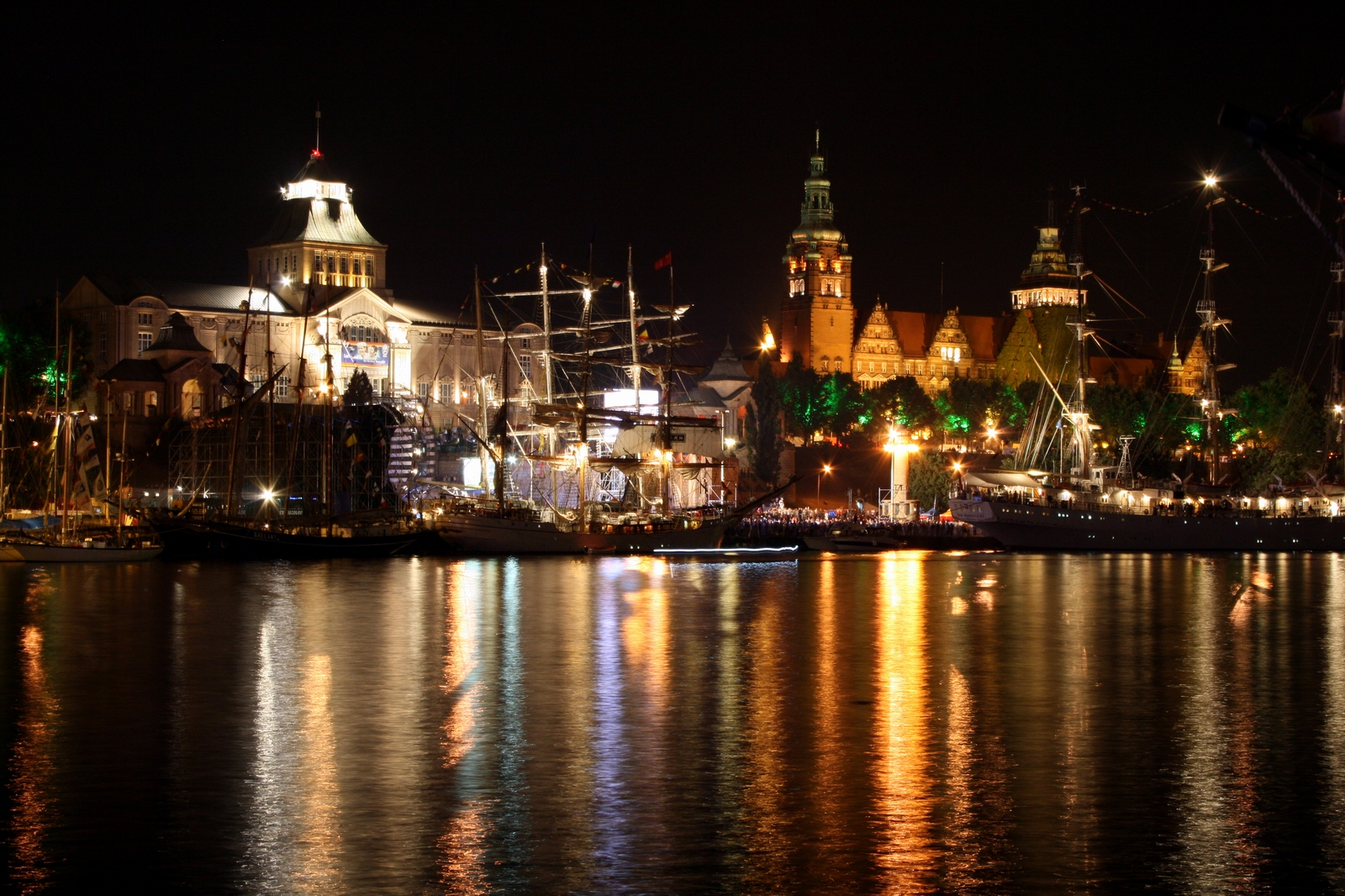
Tall Ships' Races in Szczecin in 2007

## Sport
Pogoń Szczecin is de professionele voetbalclub van Szczecin. De club speelt haar wedstrijden in het Florian Krygerstadion. In 1959 speelde de club voor het eerst in de Ekstraklasa. De club degradeerde reeds zeven keer maar kon de afwezigheid meestal beperken tot een korte periode. Sinds 2012 spelen ze onafgebroken in de Ekstraklasa. 
Ten tijde dat de stad bij het Duitse Rijk hoorde had ze van 1903 tot 1933 een eigen stadscompetitie, die als hoogste klasse gold. Stettiner FC Titania, SC Preußen Stettin en Stettiner SC 1908 behoorden daartoe als de succesvolste clubs. Alleen Titania Stettin kon ook Baltisch kampioen worden, op nationaal niveau speelden de clubs geen rol van betekenis. Baltisch verwijst naar de Oostzee en omvatte de aan deze zee gelegen steden en hun sportverenigingen voor 1945.  Alle Stettiner clubs verdwenen in 1945 met de verdrijving van de inwoners van de stad. De nieuwe Poolse inwoners richtten andere clubs op.
Szczecin was in 1996 de startplaats van de Ronde van Polen, een wielerkoers die dat jaar ging over een afstand van 1.186 kilometer, verspreid over acht etappes. De wielerkoers werd dat jaar gewonnen door de Rus Vjatsjeslav Djavanian.

## Verkeer en vervoer
Het hoofdstation van Szczecin is Station Szczecin Główny (vroeger Stettin Hauptbahnhof). Daarnaast zijn er een aantal haltes in voorsteden.

In de stad rijden verschillende tramlijnen.